# Inferno - Canto venticinquesimo

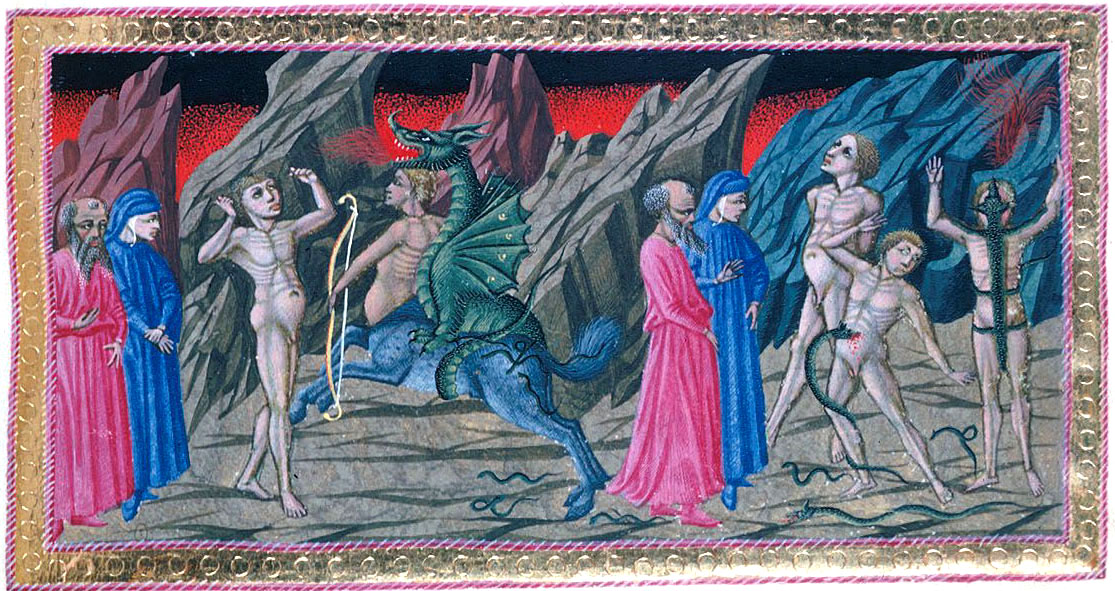
Il Canto XXV, Priamo della Quercia (XV secolo)

Il canto venticinquesimo dell'Inferno di Dante Alighieri si svolge nella settima bolgia dell'ottavo cerchio, dove sono puniti i ladri; siamo nel mattino del 9 aprile 1300 (Sabato Santo), o secondo altri commentatori del 26 marzo 1300.

## Incipit
(Anonimo commentatore dantesco del XIV secolo)

## Analisi del canto

### Vanni Fucci e l'invettiva contro Pistoia - versi 1-16

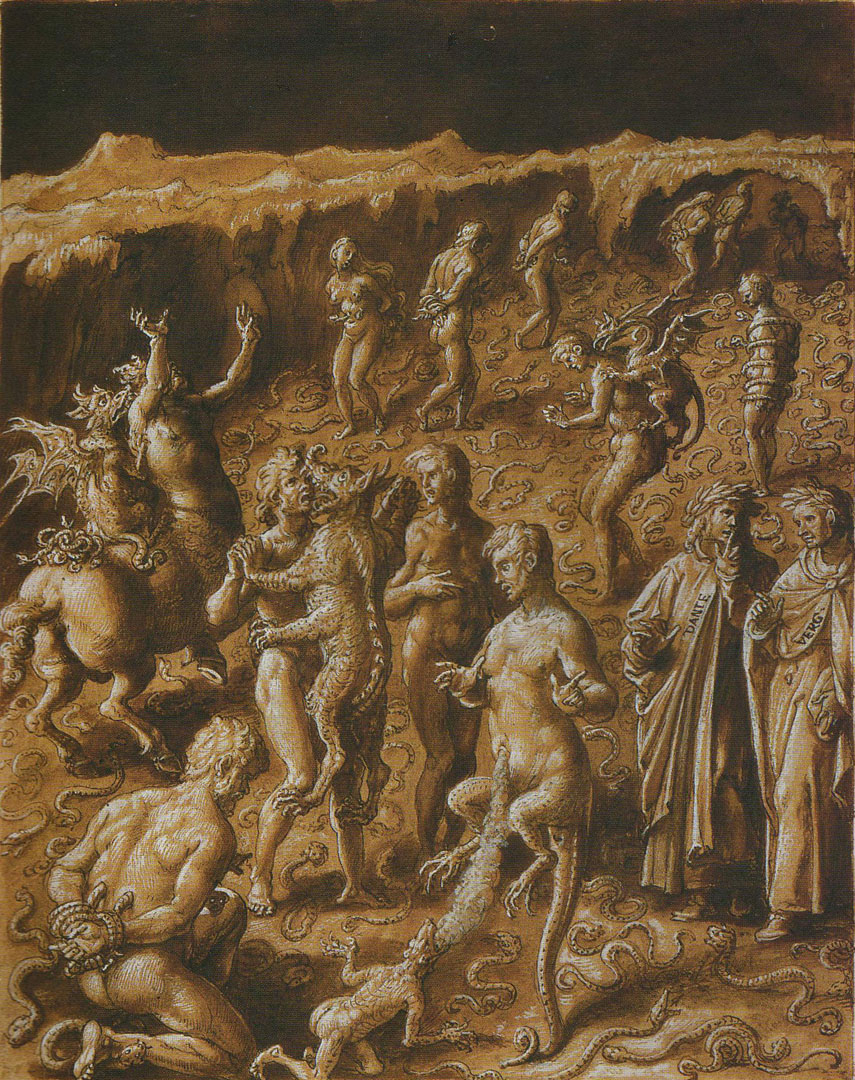
Canto 25, Giovanni Stradano, 1587

Il canto continua con un tutt'uno con il precedente. Vanni Fucci, ladro confesso, profeta di sciagure appena elencate a Dante con odio "perché doler ti debbia", adesso è sempre al centro della scena e conclude il suo arrogante e minaccioso discorso con un gesto blasfemo, che consiste nell'alzare verso il cielo le due mani con il gesto delle fiche (infilando il pollice tra l'indice e il medio, che all'epoca era un gesto volgare come il gesto dell'ombrello) gridando "Togli, Dio, ch'a te le squadro!" (qualcosa come "Tié, Dio!", letteralmente: "Prendi Dio, che te le mostro apertamente!", intendendo le fiche), una sordida bestemmia, che sdegna Dante, per fortuna interrotta dall'arrivo di serpi che, nonostante prima avessero suscitato il suo orrore (in Inferno XXIV, 82-84), da quel momento considera amiche perché strozzano il dannato come se gli intimassero di non parlare più e gli legano di nuovo le braccia che hanno appena compiuto il gesto osceno.
Il poeta allora scrive un'invettiva contro la città di Pistoia, patria di cittadini così rei:
d'incenerarti sì che più non duri,

poi che 'n mal fare il seme tuo avanzi?»
(vv. 10-13)
Perché Pistoia non deliberi di non esistere più riducendoti in cenere? I tuoi concittadini sono i peggiori in quanto a malvagità. Dante confessa infatti che finora in tutto l'Inferno non ha incontrato nessuno così sacrilego quanto il ladro pistoiese, neppure Capaneo, il re bestemmiatore che precipitò dalle mura di Tebe. Vanni Fucci esce quindi di scena fuggendo avvolto dai serpenti, così che non poté più parlare ancora.

### Il centauro Caco - vv. 17-33

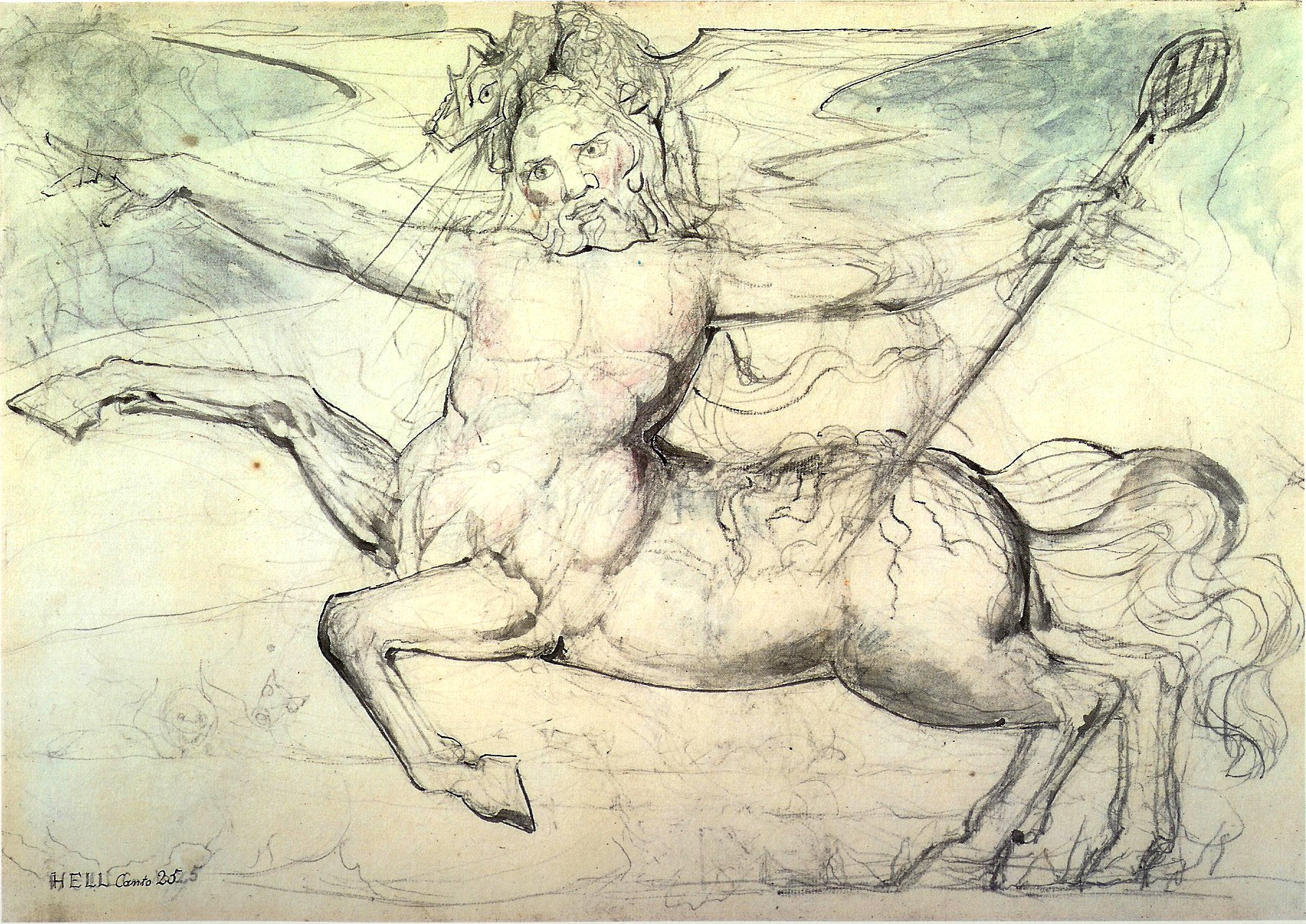
Il centauro Caco, immaginato da William Blake

La successiva apparizione del Centauro Caco (un mostro ucciso da Ercole che solo Dante trasforma in centauro basandosi su una descrizione piuttosto vaga di Virgilio nell'Eneide) è improvvisa e breve. Esso appare correndo infuriato, cercando ("Ov'è, ov'è l'acerbo?", v. 18) Vanni Fucci che aveva appena bestemmiato, in modo da punirlo. Questo perché, come i suoi fratelli centauri, è stato incaricato di far rispettare la volontà di Iddio nei bassifondi infernali (come si vede fare gran parte della sua stirpe tra i violenti del flagetonte, Inferno - Canto dodicesimo); però allo stesso tempo si trova punito tra i ladri perché, diversamente dalla maggior parte dei suoi simili, in vita non fu violento, bensì fu ladro.
Egli è vividamente descritto come pieno di serpenti attaccati su tutta la groppa fino all'innesto con il corpo umano, più di quelli che Dante crede si possano trovare in tutta la Maremma. Inoltre egli ha un drago alato innestato dietro le spalle, un'invenzione di Dante per giustificare il fatto che il mostro Caco sputasse fuoco secondo alcuni autori antichi.
Virgilio lo presenta come il ladrone mostruoso che spesso bagnò il colle Aventino di un lago di sangue e che rubò a Ercole, con frode, quattro buoi e quattro giovenche dalla mandria che l'eroe aveva sottratto a Gerione tirandoli per la coda così che le orme invertite ingannassero sulla direzione presa dalle bestie; per questo non si trova con gli altri centauri (custodi del settimo cerchio dei violenti).
Per porre fine al suo malvagio operato, Ercole lo uccise con cento colpi della sua mazza, ma egli al decimo era già morto, un particolare truculento mutuato da Ovidio, che sottolinea che la frode può giustificare la brutalità per essere punita.

### I ladri fiorentini: altra metamorfosi - vv. 34-78

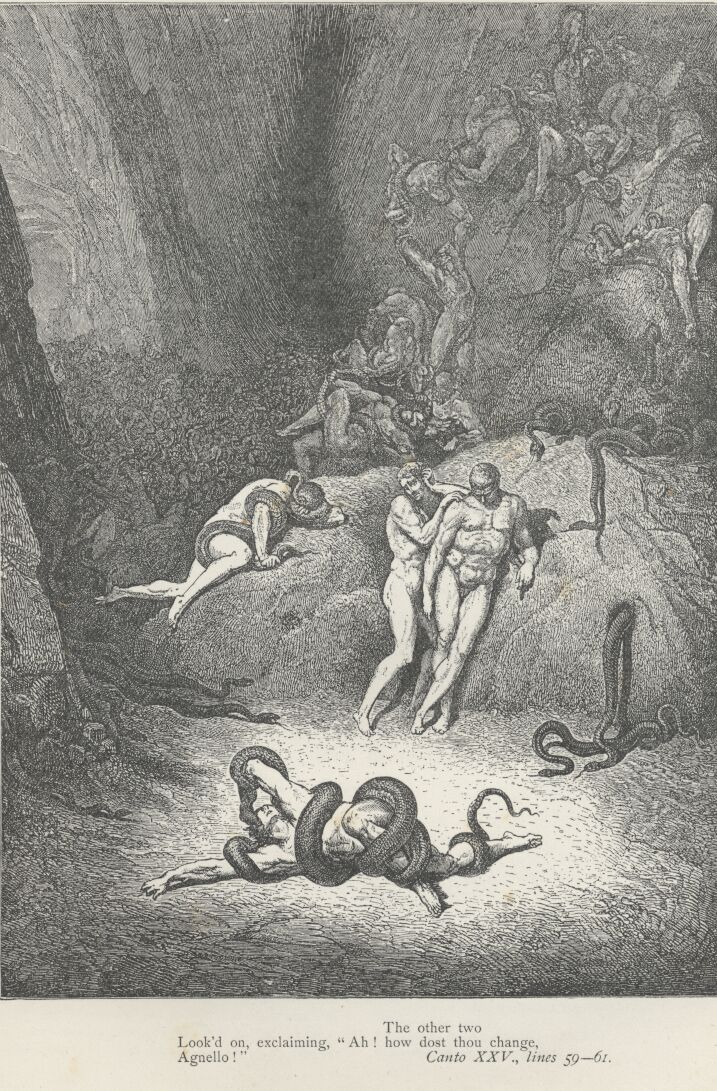
La metamorfosi di Agnolo Brunelleschi, Gustave Doré

Virgilio parla e Caco passa e va, nel frattempo tre spiriti si avvicinano sotto i due poeti, che li notano solo quando essi gli chiedono "Chi siete voi?", interrompendo le loro discussioni.
Dante non li riconosce, ma, come succede talvolta nei discorsi, avviene che lo spirito che ha parlato ne nomina un altro dicendo "Cianfa dove fia rimaso?", "dove sarà finito Cianfa?". Al che Dante, sentendo nominare un fiorentino, fa cenno a Virgilio di tacere per poter ascoltare.
Dante-scrittore sta per descrivere una scena di visioni fantastiche e sovrannaturali, per cui, come in altri passi, si rivolge prima direttamente al lettore per spiegargli che ciò che ha visto nell'Inferno è vero per quanto suoni incredibile. Un ramarro con sei zampe infatti si lancia contro uno dei tre dannati, iniziando a fondersi con esso. Se a questo diverso trattamento corrisponda un diverso peccato (così come per Vanni Fucci l'essere trasformato ciclicamente in cenere era forse legato al suo sacrilegio di rubare in un luogo consacrato), magari seguendo le specificazioni del peccato del furto che fa Tommaso d'Aquino, non ci sono elementi sufficienti per decifrarlo. Dalla biografia stringatissima di qualche commentatore antico si rileva che questo dannato (Agnolo Brunelleschi), era forse un ladro che usava camuffarsi e per questo le sue sembianze sono così trasfigurate all'Inferno. Anche la narrazione di Dante, che è tutta incentrata sulla descrizione della metamorfosi, non allude ad altri particolari biografici o morali. Forse il contrappasso va interpretato solo come "furto" dell'identità dell'uomo da parte dei serpenti.
La trasformazione è l'argomento sul quale si concentra Dante, in una specie di rivalità (lo scriverà tra poco) con i suoi modelli classici come Ovidio e Lucano.
Il ramarro dai sei piedi si aggrappa  al ventre del dannato con la coppia di zampe centrali ("Co' piè di mezzo li avvinse la pancia" - v. 52), con quelle anteriori alle braccia ("e con li anterïor le braccia prese;", v. 53) e con il muso gli morde la faccia ("poi li addentò e l'una e l'altra guancia;" - v. 54). Quindi gli distende le sue zampe posteriori lungo le cosce ("li diretani a le cosce distese," - v. 55) e gli passa la coda tra le gambe appoggiandola distesa sulla sua schiena ("e miseli la coda tra 'mbedue / e dietro per le ren sù la ritese." - vv. 56-57). La bestia gli sta abbarbicata come l'edera agli alberi e i due corpi iniziano a fondersi come la cera calda, unendo i due colori in un tono che non è proprio di nessuno dei due, come quello della carta che brucia, dove tra il foglio bianco e il nero della bruciatura appare un colore intermedio bruno.
Gli altri due dannati guardano, un po' incuriositi un po' intimoriti e dicono come Agnel non sia ormai "né due né uno", ovvero la fusione non ha creato un nuovo individuo, ma un mostro orribilmente trasfigurato. Essi sono "perduti" nella nuova forma, con le teste fuse in un'unica faccia, gli arti anteriori divenuti due da quattro liste (cioè le due braccia dell'uomo e le due zampe anteriori del rettile sono divenuti gli arti anteriori del mostro, "Fersi le braccia due di quattro liste;" - v. 73), "le cosce con le gambe e 'l ventre e 'l casso (il busto) / divenner membra che non fuor mai viste", dove ogni aspetto originale era cancellato (casso, notare la rima ambigua). Il mostro se ne va così via.

### Terza metamorfosi - vv. 79-151

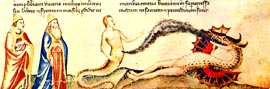
Anonimo pisano, Dante e Virgilio osservano la doppia metamorfosi tra il serpente e Buoso (1345)

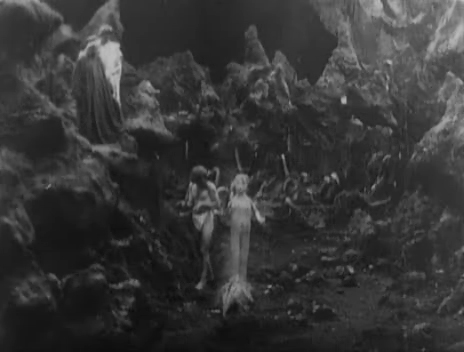
Metamorfosi incrociata, versione cinematografica de L'Inferno (1911)

Come una lucertola, di quelle che saettano nella calura estiva ("dei dì canicular"), un serpentello "acceso (d'ira), livido e nero come un gran di pepe", si avventa sull'ombelico di uno dei due dannati fermi e poi gli ricade davanti (e quella parte onde prima è preso / nostro alimento, a l'un di lor trafisse; / poi cadde giuso innanzi lui disteso. - vv. 85-87). Il trafitto guarda l'altro in silenzio, sbadigliando, forse con rassegnazione, forse con noia, e anche il serpente riguarda; esce fumo dalla bocca del serpente e dalla ferita dell'uomo, che si uniscono nell'aria.
A questo punto Dante sta per descrivere una doppia trasformazione, dell'uomo in serpente e del serpente in uomo, ma prima di dedicarsi alla narrazione lancia, per così dire, una sfida ai poeti classici, la cosiddetta iactatio o vanto dei trattati dell'arte retorica, introdotta proprio canonicamente da un "Taccia (taceat)". Taccia quindi Lucano quando parla di Sabello e di Nasidio (soldati dell'esercito di Catone che nella Pharsalia sono morsi da serpenti e muoiono orrendamente trasfigurati, uno trasformato in cenere, uno gonfiato fino a scoppiare) e stia a udire quello che "scocco", come freccia; Taccia Ovidio (massimo poeta delle Metamorfosi), che parlò di Cadmo trasformato in serpente e di Aretusa mutata in fonte, che lui, Dante, non ha niente da invidiar loro: mai nessuno ha descritto una duplice metamorfosi incrociata, fronte a fronte. Dante non aveva però solo motivo di vantarsi in quanto poeta, ma la sua sfida va inquadrata nella consapevolezza degli autori medievali di aver ricevuto la rivelazione cristiana, quindi può comprendere un senso allegorico nei miti che era avulso agli autori antichi.
La descrizione in parallelo delle due metamorfosi è molto lunga e dettagliata, in vari passaggi in parallelo. Prima la coda del serpente si biforca in due, mentre all'uomo le gambe si fondono velocemente, così che ben presto non ci sono più segni di giuntura: è come se la coda biforcata prendesse, togliesse l'umanità dall'altra persona, che nel frattempo perdeva la sua natura; la pelle di uno si faceva molle, quella dell'altro dura; i piedi di dietro del serpente (inteso nel senso generico di rettile, perché i serpenti non hanno arti) si fondono e diventano il membro maschile, mentre il pene del "misero" (l'uomo) si è appena diviso; il fumo avvolge entrambi facendo variare il colore della pelle e facendo comparire capelli e peluria su uno, così come li faceva sparire dall'altro e nel frattempo uno cade giù e l'altro si leva in piedi; i due continuano a fissarsi con le "lucerne empie" ("gli occhi malvagi"), mentre i due cambiano "muso": uno lo ritira verso le tempie, e la pressione della materia gli fa uscire gli orecchi dalle gote, mentre una parte della materia non si ritira e fa nascere il naso e le labbra; quello in terra invece fa uscire fuori il muso e ritira gli orecchi come fa la lumaca con le corna; la lingua di uno si biforca, mentre quella dell'altro si richiude; il fumo "resta" (cessa, scompare) e la trasformazione ha termine.
Allora il serpente se ne fugge sibilando (suffolando) per la valle "e l'altro dietro a lui parlando sputa", forse per scacciarlo (Francesco Torraca nel suo commento ricorda che la saliva era ritenuta un efficace antidoto del veleno serpentifero), e, rivolgendosi al dannato che ha assistito a tutta la scena in silenzio, gli dice: (parafrasi) "Voglio che Buoso corra ora come ho fatto io a quattro zampe per questa via".
Dante ha visto così la "feccia" (zavorra) della settima bolgia trasformarsi. È il Dante-scrittore che ora prende la parola insistendo di nuovo sul lettore perché creda veramente a questa sua esperienza ultramondana, ma si scusa anche se la penna ha un po' (fior, nell'italiano medievale significava "un poco") "abborrato" cioè si è espressa un po' confusamente, anche perché la visione stessa era confusa. Ma sebbene il suo animo fosse smarrito (smagato) egli aveva riconosciuto prima che sgattaiolassero via Puccio Sciancato (quello non trasformato) e colui che Gaville ancora piange, secondo i commentatori Francesco Cavalcanti, assassinato a Gaville e i cui parenti fecero tremenda vendetta nel piccolo borgo del contado fiorentino.
Dante ha trovato quindi ben cinque fiorentini in questa bolgia e lo sdegno per la mala fama di questi suoi concittadini gli farà pronunciare un'invettiva contro Firenze all'inizio del prossimo canto.